# 脱竹
脱竹（だっちく）とは、松竹芸能ならびに松竹グループ会社を退社したお笑い芸人、従業員のうち、独立または他事務所や他社に移籍して活動を続けている人、および行為を指す俗語。

## 概要
2010年代後半から2020年代初頭にかけて、さらば青春の光（現：ザ・森東）やきつね（現：ホリプロコム）、Aマッソ（現：ワタナベエンターテインメント）など、関西を中心に活動していた若手芸人が松竹芸能から移籍し、相次いで関東で活躍をみせるようになったことからメディア等で用いられるようになった言葉である。これらの芸人を総称して「脱竹組」（だっちく-ぐみ）と称することもある。また、単に松竹芸能を退社して芸能活動を継続する者についても使用されることがある。
松竹芸能から他事務所に移籍して活躍する芸人が増えた背景として、
- 「関西では吉本興業所属の若手芸人の活躍がめざましく、松竹芸能の若手芸人が活躍する場がないこと」

- 「松竹芸能が所有する大阪の劇場が移転を繰り返していること」

- 「松竹芸能の芸人は売れないという認識が広まってしまったこと」

などが挙げられている。
松竹芸能と喧嘩別れという形で退社した芸人も少なくないが、松竹芸能に所属している芸人とのいわゆる「共演NG」などは特に見受けられない。また、松竹芸能に所属している芸人も、YouTubeの題材やトークのネタに脱竹を用いている。

## 発案者
「脱竹」という言葉の発案者については諸説あり、はっきりとした起源は定かではない。
- 松竹芸能から吉本興業に移籍した、ピン芸人小森園ひろしが提唱したという説。小森園のnoteにはその経緯が記されており、脱竹という言葉を広めたのは自分かもしれないが、言葉を産み落とした人物は別の芸人（廃業済み）であるとしている。そして、「その言葉を作った芸人は、自分が脱竹という言葉を産み落とした張本人であると気が付いていない」と小森園は記している[11]。
- 松竹芸能から吉本興業に移籍した、お笑いコンビ黒帯の大西進が提唱したという説。黒帯のYouTubeチャンネル内でその経緯が語られており、「自分が言い始めたものの、あくまで洒落の一環として発言していた」だけに過ぎないため、本当に自分が提唱したという確証がないとしている[12]。

## 脱竹の例として挙げられる主なお笑い芸人
ここでは、松竹芸能を退社した後に別の事務所やフリーで芸能活動を続けている者を例に挙げる。

### 松竹芸能大阪本社を退社した主な芸人
- 松丘慎吾 - 「パスポーター」でコンビ時代に活動後解散と同時に1992年頃に退社。その後は1994年に林伸行と「坂道コロコロ」としてホリプロコムに解散まで10年間、2005年に村田渚と「鼻エンジン」としてSMA NEET Projectに2年間の所属を経て、赤プルとの夫婦コンビ「チャイム」として活動。太田プロダクション所属。
- 仁田和伸 - 『アイスクリーム』でコンビ時代に上京と共に2006年頃に退社。その後SMA NEET Projectに所属。
- 日本エレキテル連合 - 「日本パブリック連合」時代の2009年に退社。その後資金不足による活動休止期間を経て、2010年から現在のコンビ名に改称し、タイタン所属。2014年新語・流行語大賞年間大賞受賞。
- スルメ - 2010年頃に退社（詳細な退社時期は不明）[13]。その後げんしじん事務所に所属。あら-1グランプリ2018、2022年優勝。
- お見送り芸人しんいち - 2011年に退社。その後フリーの期間を経て、グレープカンパニー所属。R-1グランプリ2022年王者。
- 小森園ひろし - 2011年に退社。吉本興業に移籍。R-1ぐらんぷり2014年決勝進出。
- 街裏ぴんく - 2012年までに退社。その後、悪役俳優事務所を経て、2014年からトゥインクル・コーポレーションに所属。Be-1グランプリ2022優勝。R-1グランプリ2024年王者。
- リアルファイト荒木 - 2013年までに退社（詳細な退社時期は不明）。その後活動拠点を東京に移し、中学時代の同級生だった川合と「クロコップ」を結成。ケイダッシュステージ所属。キングオブコント2022年決勝進出。
- さらば青春の光 - 2013年に退社。その後個人事務所「ザ・森東」を設立。キングオブコント2012～2015、2017、2018年決勝進出（2012年〈松竹芸能所属時代〉は準優勝）。M-1グランプリ2016年決勝進出。
- プリンセス金魚 - 2013年に退社。その後ワタナベエンターテインメントに移籍。2022年解散。
- シンプル - 「恋愛小説家」時代の2013年に退社。その後2014年に現在のコンビ名に改称し、サンミュージック所属。
- きつね - 2014年以前に退社。その後ホリプロコムに所属。歌ネタ王決定戦2019年、2020年準優勝。
- 黒帯 - 2014年に退社。その後吉本興業に移籍。
- チョップリン - 2020年に退社。その後吉本興業に移籍。お笑いグループ「ザ・プラン9」にも追加メンバーとして加入。
- 内海英華、笑福亭鶴二 - 英華は2024年12月末、鶴二は2025年2月末に退社。2024年12月上旬にレギュラー番組『hanashikaの時間。』（ラジオ大阪）にて本番中に喧嘩した責任を取る形に。

### 松竹芸能東京支社を退社した主な芸人
- Aマッソ - 2013年に退社。その後ワタナベエンターテインメントに移籍。女芸人No.1決定戦 THE W2021年準優勝。
- ペンギンズ（アニキ・ノブオ） - それぞれ別のコンビで所属していたが、アニキは2013年、ノブオは2014年に退社。その後ペンギンズを2015年に結成し、サンミュージックプロダクション所属。
- ブティックあゆみ - 松竹時代は「ポタラ」や「トーキョーハコクラブ」というコンビで活動後、2017年末に退社。現在ははっしーはっぴーと「コンピューター宇宙」を結成。太田プロダクション所属。
- ゆんぼだんぷ - 2020年に退社。現在はフリーで国内外で活動。
- アゲイン - 2020年に退社。フリーを経てライジング・アップに所属したが、2023年解散。その後けーたのみ松竹芸能に再所属している。
- TKO - 2020年に木下が、2022年に木本が、それぞれ不祥事のため退社。現在は2人ともフリー。木下の退社以降コンビは活動休止状態となっていたが、2023年以降はコンビ活動を再開している[14]。
- 阿諏訪泰義 - うしろシティ解散をもって、2022年に退社。現在は個人事務所を設立。
- みよこ - 松竹時代は「三等分」というトリオで2013年まで活動後ピン芸人として9年間所属してたが、2022年3月をもって退社。現在はフリーとして活動中。
- キンタロー。 - 2024年3月末に退社[15]。退社後は独立して個人で活動。
- みなみかわ - 2024年5月末をもって退社[16]。退社後は夫人が設立した事務所に移籍。
- 濱口優 - 2024年12月末に退社。有野晋哉とのコンビ「よゐこ」は継続。